# Ton de Leeuw (componist)
Ton de Leeuw (Rotterdam, 16 november 1926 – Parijs, 31 mei 1996) was een vooraanstaand Nederlands componist en muziekpedagoog. 

## Levensloop
Hij studeerde compositie bij Henk Badings, Louis Toebosch en Everhard van Beijnum. Vanaf 1949 studeerde hij in Parijs bij Olivier Messiaen (analyse) en Thomas de Hartmann (orkestratie). Vanuit zijn belangstelling voor niet-westerse muziek studeerde hij bovendien etnomusicologie bij Jaap Kunst in Amsterdam.
Hij werkte tot 1959 als muziekregisseur bij de Nederlandse Radio Unie. Van 1959 tot 1987 was hij verbonden aan het Sweelinck Conservatorium te Amsterdam, eerst als hoofddocent compositie, hedendaagse muziek en niet-westerse muziek, en vanaf 1984 als artistiek directeur. Bovendien werkte hij als wetenschappelijk hoofdmedewerker bij de vakgroep muziekwetenschap van de Universiteit van Amsterdam. 
In 1964 verscheen zijn boek: Muziek van de twintigste eeuw. 
In 1956 kreeg De Leeuw de Prix Italia voor zijn radiofonisch oratorium Job en in 1958 de Prix des Jeunesses Musicales voor zijn Strijkkwartet. Voor zijn koorwerk Car nos vignes sont en fleur, op teksten uit het Bijbelse Hooglied, kreeg hij 1982 de Matthijs Vermeulenprijs. Ook voor zijn Three Shakespeare songs kreeg hij deze prijs, postuum, in 1997.
De Leeuw overleed op 31 mei 1996 te Parijs.
Leerlingen van Ton de Leeuw waren onder anderen Bernard van Beurden, Margriet Hoenderdos, Guus Janssen, Tristan Keuris, Jos Kunst, Leo Samama, Daan Manneke, Chiel Meijering, Wim de Ruiter, Jan Vriend en Alex Manassen. 
Zijn werkarchief, met correspondentie, persoonsdocumentatie, autografen en programma's, werd in 2022 ondergebracht in de Collecties Nederlands Muziek Instituut in het Haags Gemeentearchief.

## Theoretische werken
- Experimentele Muziek, Een lezingenreeks in het seizoen 1957-'58 voor de A.V.R.O. microfoon gehouden. Algemeene Vereeniging Radio Omroep. z.j., Met figuren, foto's en (uitvouwbare) muziekvoorbeelden.
- Muziek van de twintigste eeuw. Een onderzoek naar haar Elementen en Structuur. Met 111 muziekvoorbeelden en 7 figuren. Utrecht, A. Oosthoek's Uitgeversmaatschappij 1964. 2e druk, 1991. 200 p.
- Die Sprache der Musik im 20. Jahrhundert: Entwicklung, Strukturen, Tendenzen (vert. F. Berger). Stuttgart, 1995.
- Music of the Twentieth Century: A Study of Its Elements and Structure. Amsterdam, University Press, 2005.

## Werken (selectie)
- Treurmuziek in memoriam Willem Pijper (1948), voor orkest
- Drie Afrikaanse etudes (1954), voor piano
- Sonatina (1955), voor viool en piano
- Mouvements rétrogrades (1960), voor orkest
- Alceste (1962) televisie opera
- Men go their ways (1964), voor piano
- Spatial Music I (1958–66), voor orkest
- Spatial Music II (1972), voor slagwerk ensemble
- Gending (1975) voor gamelan ensemble
- Mountains (1977), voor basklarinet en soundtrack [18'][2]
- Modal Music (1979), voor accordeon
- Car nos vignes sont en fleur (1981), voor koor
- Chimères (1984), voor vier stemmen
- Résonances (1985), for symphony orchestra (1985)
- Les Adieux (1988), voor piano
- Danses sacrées (1990), voor piano en orkest
- Antigone (1990–1991), opera
- Three Shakespeare songs (1995), voor zang en ensemble

- Bibsys: 90598007
- Bibliothèque nationale de France: cb13965204h (data)
- CiNii: DA10670010
- Digitale Bibliotheek voor de Nederlandse Letteren: leeu166
- Gemeinsame Normdatei: 118570897
- International Standard Name Identifier: 0000 0001 1455 5339
- Library of Congress Control Number: n82063904
- Nationale Bibliotheek van Letland: 000092882
- MusicBrainz: 12a9b286-abc8-4bad-a0d2-c9be5db7bdd6
- Nationale Bibliotheek van Tsjechië: kup19970000056430
- Nationale Bibliotheek van Israël: 987007576773705171
- Nederlandse Thesaurus van Auteursnamen: 072452862
- LIBRIS: 207860
- SNAC: w61d47rj
- Trove: 1096900
- Virtual International Authority File: 115528469
- WorldCat: E39PBJrGx9qkC6VGTRycb4dRKd